# Berchtesgaden Hauptbahnhof
Berchtesgaden Hauptbahnhof – stacja kolejowa w Berchtesgaden, w kraju związkowym Bawaria, w Niemczech. Znajdują się tu 3 perony.